# Elitsa Yankova
Elitsa Yankova –en búlgaro, Елица Янкова– (Varna, 18 de septiembre de 1994) es una deportista búlgara que compite en lucha libre.
Participó en los Juegos Olímpicos de Río de Janeiro 2016, obteniendo una medalla de bronce en la categoría de 48 kg. En los Juegos Europeos de Bakú 2015 obtuvo la medalla de plata en la categoría de 48 kg.
Ganó una medalla de bronce en el Campeonato Europeo de Lucha de 2016.

## Palmarés internacional
| Juegos Olímpicos   | Juegos Olímpicos        | Juegos Olímpicos  | Juegos Olímpicos |
| Año                | Lugar                   | Medalla           | Categoría        |
| ------------------ | ----------------------- | ----------------- | ---------------- |
| 2016               | Río de Janeiro (Brasil) | Medalla de bronce | 48 kg            |
| Juegos Europeos    |                         |                   |                  |
| Año                | Lugar                   | Medalla           | Categoría        |
| 2015               | Bakú (Azerbaiyán)       | Medalla de plata  | 48 kg            |
| Campeonato Europeo |                         |                   |                  |
| Año                | Lugar                   | Medalla           | Categoría        |
| 2016               | Riga (Letonia)          | Medalla de bronce | 48 kg            |